# Automolis usta
Automolis usta är en fjärilsart som beskrevs av Debauch. 1942. Automolis usta ingår i släktet Automolis och familjen björnspinnare. Inga underarter finns listade i Catalogue of Life.